# Mozart Petersen
Christopher Knudsen Mozart Petersen, född 4 maj 1817 i Köpenhamn, död där 26 februari 1874, var en dansk klarinettist. 
Petersen var en framstående klarinettist och från 1833 till sin död medlem av Det Kongelige Kapel. Posten som förste klarinettist i kapellet övertogs vid hans bortgång av lärjungen Johan Stockmarr.